# Пажу, Жак Огюстен
Жак Огюстен Катрин Пажу (фр. Jacques-Augustin-Catherine Pajou; 27 августа 1766[…], Париж — 28 ноября 1828, Париж) — французский живописец, портретист, сын скульптора Огюстена Пажу.

## Биография
Родился в 1766 году в Париже. Сын скульптора Огюстена Пажу (1730—1809). С 18 лет (с 1784 года) учился в Королевской Академии живописи и скульптуры. Четырежды участвовал в конкурсе на соискание Римской премии.
Во время Французской революции, в 1792 году Пажу записался добровольцем в армию. Находясь в регулярной армии в Седане, он написал множество писем своему другу Франсуа Жерару, в которых видно, как его первоначальный энтузиазм постепенно переходит в разочарование. Осознав, что не годится для военной службы, Пажу вернулся в Париж, где служил секретарём художника Жозефа-Мари Вьена, президента республиканской Генеральной коммуны искусств, призванной заменить Королевскую академию. В 1795 году Пажу женился на Мари-Маргерит Тибо (1764—1827).
Во время Первой империи карьера Пажу пошла в гору. Ему был, в частности, заказан портрет маршала Бертье, который первоначально украсил дворец Тюильри, а затем был перемещён в Версаль. В 1812 году он создал торжественную картину, изображавшую Наполеона милующим преступников, которая удостоилась похвал со стороны последнего.
Однако уже во время Первой Реставрации Бурбонов в 1814 году Пажу не остался в стороне и в короткий срок написал три картины, посвящённые возвращению Бурбонов. Эти картины были выставлены на ежегодном Парижском салоне 1815 года, где на первых порах оставались висеть и во время Ста дней и где их мог видеть Наполеон.
После Второй Реставрации Пажу успешно продолжил свою творческую деятельность. Он регулярно выставлял свои картины и являлся членом ряда творческих ассоциаций до тех пор, пока в 1823 году не вынужден был свернуть творческую деятельность в связи с преклонным возрастом и тремором. Скончался в 1828 году и был похоронен на кладбище Пер-Лашез.

## Галерея
- Портрет художника с семьей. Справа на переднем плане — отец художника, скульптор Огюстен Пажу. Лувр.
- Портрет родителей и сестры. Музей Мармоттан-Моне, Париж.
- Гета гибнет на глазах своей матери
- Мария-Антуанетта перед казнью
- Портрет маршала Бертье, Версаль.
- Портрет сестёр Дюваль, Лувр (запасники).